# Севр
Севр (фр. Sèvres) је комуна у југозападном предграђу Париза, главног града Француске. Удаљен је 9,9 km од центра Париза. Ово место је познато по производњи порцелана и по томе што се у њему налази Међународни биро за тегове и мере.

## Положај
Севрес је насеље и општина у западном предграђу Париза, на 10,5 км западно од катедрале Нотр-Дам у Паризу, [3] са источном границомпоред реке Сене. Општина се граничи са острвом у реци Сени (Île Seguin), у општини Булоњ Бијанкур (франц. Boulogne-Billancourt) у Париском региону, у департману Горња Сена.
- Положај Севра на мапи
- Мапа општине
- Положај Севра на мапи Париза

## Демографија
| 1962.  | 1968.  | 1975.  | 1982.  | 1990.  | 1999.  | 2007.  |
| ------ | ------ | ------ | ------ | ------ | ------ | ------ |
| 20.129 | 20.083 | 21.149 | 20.208 | 21.990 | 22.534 | 23.174 |

## Клима
| City             | Sunshine (hrs/yr) | Rain (mm/yr) | Snow (days/yr) | Storm (days/yr) | Fog (days/yr) |
| ---------------- | ----------------- | ------------ | -------------- | --------------- | ------------- |
| National average | 1973              | 770          | 14             | 22              | 40            |
| Orly             | 1797              | 615          | 16             | 20              | 31            |
| Paris            | 1661              | 637          | 12             | 18              | 10            |
| Nice             | 2724              | 733          | 1              | 29              | 1             |
| Strasbourg       | 1693              | 665          | 29             | 29              | 53            |
| Brest            | 1605              | 1211         | 7              | 12              | 75            |

Следећа табела приказује месечне просеке температуре и падавина за станицу Орли прикупљене у периоду 1961-1990::
| Клима île-de-France (sтаница Орли 1961-1990) | Клима île-de-France (sтаница Орли 1961-1990) | Клима île-de-France (sтаница Орли 1961-1990) | Клима île-de-France (sтаница Орли 1961-1990) | Клима île-de-France (sтаница Орли 1961-1990) | Клима île-de-France (sтаница Орли 1961-1990) | Клима île-de-France (sтаница Орли 1961-1990) | Клима île-de-France (sтаница Орли 1961-1990) | Клима île-de-France (sтаница Орли 1961-1990) | Клима île-de-France (sтаница Орли 1961-1990) | Клима île-de-France (sтаница Орли 1961-1990) | Клима île-de-France (sтаница Орли 1961-1990) | Клима île-de-France (sтаница Орли 1961-1990) | Клима île-de-France (sтаница Орли 1961-1990) |
| Показатељ \ Месец                            | .Јан.                                        | .Феб.                                        | .Мар.                                        | .Апр.                                        | .Мај.                                        | .Јун.                                        | .Јул.                                        | .Авг.                                        | .Сеп.                                        | .Окт.                                        | .Нов.                                        | .Дец.                                        | .Год.                                        |
| -------------------------------------------- | -------------------------------------------- | -------------------------------------------- | -------------------------------------------- | -------------------------------------------- | -------------------------------------------- | -------------------------------------------- | -------------------------------------------- | -------------------------------------------- | -------------------------------------------- | -------------------------------------------- | -------------------------------------------- | -------------------------------------------- | -------------------------------------------- |
| Максимум, °C (°F)                            | 5,8 (42,4)                                   | 7,5 (45,5)                                   | 10,7 (51,3)                                  | 14,2 (57,6)                                  | 18,1 (64,6)                                  | 21,5 (70,7)                                  | 24,0 (75,2)                                  | 23,8 (74,8)                                  | 20,9 (69,6)                                  | 15,9 (60,6)                                  | 9,8 (49,6)                                   | 6,6 (43,9)                                   | 14,9 (58,8)                                  |
| Просек, °C (°F)                              | 3,3 (37,9)                                   | 4,4 (39,9)                                   | 6,8 (44,2)                                   | 9,8 (49,6)                                   | 13,5 (56,3)                                  | 16,7 (62,1)                                  | 18,9 (66)                                    | 18,6 (65,5)                                  | 16,0 (60,8)                                  | 11,9 (53,4)                                  | 6,8 (44,2)                                   | 4,1 (39,4)                                   | 10,9 (51,6)                                  |
| Минимум, °C (°F)                             | 0,7 (33,3)                                   | 1,3 (34,3)                                   | 3,0 (37,4)                                   | 5,3 (41,5)                                   | 8,8 (47,8)                                   | 11,9 (53,4)                                  | 13,8 (56,8)                                  | 13,4 (56,1)                                  | 11,2 (52,2)                                  | 7,9 (46,2)                                   | 3,8 (38,8)                                   | 1,6 (34,9)                                   | 6,9 (44,4)                                   |
| Количина падавина, mm (in)                   | 51,9 (2,043)                                 | 44,8 (1,764)                                 | 50,8 (2)                                     | 46,6 (1,835)                                 | 57,8 (2,276)                                 | 50,5 (1,988)                                 | 50,1 (1,972)                                 | 46,5 (1,831)                                 | 52,0 (2,047)                                 | 53,2 (2,094)                                 | 58,1 (2,287)                                 | 53,1 (2,091)                                 | 615,4 (24,228)                               |
| Релативна влажност, %                        | 86                                           | 80                                           | 76                                           | 72                                           | 72                                           | 71                                           | 70                                           | 71                                           | 77                                           | 83                                           | 86                                           | 86                                           | 78                                           |
| Извор: Infoclimat                            |                                              |                                              |                                              |                                              |                                              |                                              |                                              |                                              |                                              |                                              |                                              |                                              |                                              |

| Month               | Jan  | Feb  | Mar | Apr | May | Jun | Jul | Aug | Sept | Oct | Nov | Dec  |
| ------------------- | ---- | ---- | --- | --- | --- | --- | --- | --- | ---- | --- | --- | ---- |
| Број дана са мразом | 12.4 | 10.3 | 7.0 | 1.6 | 0.0 | 0.0 | 0.0 | 0.0 | 0.0  | 0.2 | 5.4 | 11.6 |
| Source: Infoclimat  |      |      |     |     |     |     |     |     |      |     |     |      |

| Клима île-de-France (station of Orly 1961-1990) | Клима île-de-France (station of Orly 1961-1990) | Клима île-de-France (station of Orly 1961-1990) | Клима île-de-France (station of Orly 1961-1990) | Клима île-de-France (station of Orly 1961-1990) | Клима île-de-France (station of Orly 1961-1990) | Клима île-de-France (station of Orly 1961-1990) | Клима île-de-France (station of Orly 1961-1990) | Клима île-de-France (station of Orly 1961-1990) | Клима île-de-France (station of Orly 1961-1990) | Клима île-de-France (station of Orly 1961-1990) | Клима île-de-France (station of Orly 1961-1990) | Клима île-de-France (station of Orly 1961-1990) | Клима île-de-France (station of Orly 1961-1990) |
| Показатељ \ Месец                               | .Јан.                                           | .Феб.                                           | .Мар.                                           | .Апр.                                           | .Мај.                                           | .Јун.                                           | .Јул.                                           | .Авг.                                           | .Сеп.                                           | .Окт.                                           | .Нов.                                           | .Дец.                                           | .Год.                                           |
| ----------------------------------------------- | ----------------------------------------------- | ----------------------------------------------- | ----------------------------------------------- | ----------------------------------------------- | ----------------------------------------------- | ----------------------------------------------- | ----------------------------------------------- | ----------------------------------------------- | ----------------------------------------------- | ----------------------------------------------- | ----------------------------------------------- | ----------------------------------------------- | ----------------------------------------------- |
| Апсолутни максимум, °C (°F)                     | 16,5 (61,7)                                     | 20,0 (68)                                       | 24,5 (76,1)                                     | 29,4 (84,9)                                     | 35,0 (95)                                       | 37,0 (98,6)                                     | 39,2 (102,6)                                    | 40,0 (104)                                      | 33,0 (91,4)                                     | 31,3 (88,3)                                     | 20,1 (68,2)                                     | 17,3 (63,1)                                     | 40 (104)                                        |
| Апсолутни минимум, °C (°F)                      | −16,8 (1,8)                                     | −15,0 (5)                                       | −9,4 (15,1)                                     | −4,3 (24,3)                                     | −1,3 (29,7)                                     | 3,2 (37,8)                                      | 6,7 (44,1)                                      | 5,6 (42,1)                                      | 1,7 (35,1)                                      | 3,9 (39)                                        | −9,6 (14,7)                                     | −13,3 (8,1)                                     | −16,8 (1,8)                                     |
| Извор: JournalduNet                             |                                                 |                                                 |                                                 |                                                 |                                                 |                                                 |                                                 |                                                 |                                                 |                                                 |                                                 |                                                 |                                                 |

## Галерија
- Железничка станица
- Једна од цркава у Севру
- Улица у Севру
- Споменик у парку у Севру

## Партнерски градови
- Волфенбител
- Маунт Проспект (Илиноис)